# Stepenice za nebo
Stepenice za nebo je srpski film snimljen 1983. godine.

## Zaplet
Diplomirani arhitekta Slobodan (Svetozar Cvetković) bezuspešno pokušava da pronađe posao i da se uklopi u društvo. Jedne, naizgled obične noći, u nastojanju da se zabavi sa starim društvom i oživi lepe uspomene, suočava se sa poražavajućom istinom. Prijatelji pokazuju nova lica, niko nije ono za šta se predstavlja. Noć produbljuje stare rane, do zore se dešava tragedija koja menja živote svakog od njih. Ipak, novi dan budi i novu šansu za spasenje.

## Uloge
| Glumac                   | Uloga    |
| ------------------------ | -------- |
| Svetozar Cvetković       | Slobodan |
| Sonja Knežević           | Vlasta   |
| Velimir Bata Živojinović | komšija  |
| Enver Petrovci           | Predrag  |
| Rahela Ferari            | baba     |
| Gordana Gađžić           |          |
| Varja Đukić              | Svetlana |

## Spoljašnje veze
- Stepenice za nebo на веб-сајту  (језик: енглески)